# Ringling Bros. és Barnum & Bailey Cirkusz
A Ringling Bros. and Barnum & Bailey Circus, más néven Ringling Bros. Circus, Ringling Bros. vagy egyszerűen csak Ringling volt az Amerikai Egyesült Államok legnagyobb utazócirkusz vállalata, amely a Föld legnagyobb showjaként (The Greatest Show on Earth) volt fémjelezve. A Ringling testvérek és Barnum & Bailey közös showjaként ismert cirkusz 1919-ben kezdte működését, amikor a Barnum & Bailey's Greatest Show on Earth, P.T. Barnum és James Anthony Bailey közös cirkusza egyesült a Ringling Bros. World's Greatest Shows cirkusszal. A Ringling testvérek Bailey 1906-os halála után megvásárolták a Barnum & Bailey Ltd.-t, de a cirkuszokat eleinte külön-külön működtették, amíg 1919-ben nem egyesítették azokat.
1956 után már nem cirkuszsátorban tartották az előadásokat, hanem sportstadionokban és arénákban léptek fel. 1967-ben Irvin Feld és bátyja, Israel, valamint Roy Hofheinz houston-i bíró megvásárolta a Ringling család cirkuszát. 1971-ben Feld-ék és Hofheinz eladták a cirkuszt a Mattelnek, és 1982-ben vásárolták vissza a játékgyártó cégtől. Irvin Feld 1984-es halála óta a cirkusz a Kenneth Feld által vezetett nemzetközi szórakoztató cég, a Feld Entertainment része volt, melynek székhelye Ellenton, Florida.
2017. január 14-én, a Feld Entertainment bejelentette, hogy a csökkenő nézőszám és a magas fenntartási költségek miatt a cirkusz végleg megszűnik. Az utolsó előadást 2017. május 21-én tartották.

## Külső hivatkozások
- A Ringling Bros. and Barnum & Bailey Circus hivatalos oldala